# 貨幣数量説
貨幣数量説（かへいすうりょうせつ、英: quantity theory of money）とは、社会に流通している貨幣の総量とその流通速度が物価の水準を決定しているという経済学の仮説。物価の安定には貨幣流通量の監視・管理が重要であるとし、中央政府・通貨当局による通貨管理政策の重要な理論背景となっている。

## 歴史
貨幣数量説の萌芽として、14世紀エジプトの歴史家マクリーズィーの議論がある。当時のエジプトでは金と銀の不足により銅貨がインフレーションを起こし、経済危機が発生していた。マクリーズィーは銅貨の流通と物価に注目し、金銀を取引の中心にすえて貨幣政策を行うよう主張した。
ヨーロッパにおける貨幣数量説の議論は、文献の上ではサラマンカ学派、ジャン・ボダン、ジョン・ローの真正手形ドクトリン、リチャード・カンティロンのエッセイに端緒を発する。スペインでは新大陸からの金塊の略奪と流入は経済の活性化につながっていると報告され、またイギリスでは戦争や海戦の発生により、なんとはなく経済が刺激されていると観想がなされていた一方で、古典派の啓蒙思想においては貨幣の中立性が強調された。国富の増強は生産能力の増強や市場の整備などによるべきであり、貴金属の他国からの掠奪や金鉱の開発など貨幣そのものの増大を目的としても意味がないとされた。

### 地金論争
貨幣に対する経験と洞察が進み、単に貴金属の備蓄量ではない通貨の性質が明らかになるにつれ、古典的な貨幣中立説は批判を受ける。1800年代前半のイギリスにおける地金論争がこれである。当時、金塊は持ち運びや決済の便利のため、両替商に預託してその引換証（銀行券）を取引の代価にすることが一般化していた。また、その引換証を銀行に一定期間預託して別の借り手に貸し付けることで利息を受け取る仲介契約も一般化していた。このため両替商がカルテルを組み、特定の銀行の引換証を意図的に収集し、突然その全量の引換を要求して破綻させる行為が横行した。1765年までスコットランド法は緊急の場合の金塊への引換を制限していた。またフランス革命･ナポレオン戦争の期間には大陸において巨額の軍事支出が必要となり、それゆえ大量の金が国外流出したため、1797年には英国政府はイングランド銀行券の一時的な金兌換停止措置を取る。
この措置の解除をめぐって論争が起きた。解除賛成派は、兌換停止の継続は引換証を担保とした銀行券の乱造を産み際限のないインフレーションを生むとした（ヘンリー・ドーソン、ジョン・ホイットリー、デヴィッド・リカード）。一方反対派は、引換証は決済の時点で銀行で清算されて商取引で必要とされる規模以上には増加しないため、兌換停止を解除する必要はないとした（リチャード・トレンス、ボサンケ、ジェームズ・ミル）。1821年に兌換性は回復されたが、ナポレオン戦争終了後の1815年から30年にかけてイギリスでは一貫してデフレーションが進み、金塊と銀行券との兌換性は物価安定への影響に対して重大な疑問を投げかけた。

### ピール銀行条例
1844年のピール銀行条例は、イングランド銀行以外の銀行券の発行を禁じ、なおかつイングランド銀行に発行紙幣量と同等の金塊の保有を義務付けた。これは完全な兌換性の要求として重金主義の再燃であり、英国内で流通する銀行券をイングランド銀行が貯蔵する金塊の量に一致させることを要求した。これを支持したのが通貨学派で、彼らはイングランド銀行の発券業務と銀行業務を分離し、発券量は金塊の貯蔵量に厳格に一致させるべきと主張した。同法に反対したのが銀行学派で、銀行券の兌換性を確保すれば需給の調整により銀行券の総量は調整されてインフレは発生しないため、銀行券の発行は厳格に金塊の貯蔵量に制約を受ける必要はないとした。結果的に1844年の銀行条例は三度にわたり停止され、銀行学派の権威が強化された。

### 物価の乱高下
イギリスでは1818年に100だった物価が1891年には45と継続的なデフレになやまされ、ドイツ・アメリカなども同様の傾向が見られた。この間、1848年カリフォルニア、1851年オーストラリアのビクトリア州、1886年南アフリカなど各地で金鉱が発見され、金塊ベースの開削供給は順調であったとみられるのにデフレは進行した。古典的な中立説によれば、経済システムの中の金塊量が増えればインフレになるが、貨幣中立説では説明できない現象が起こっていた。これは産業革命が成熟期に達し、欧米各国で商品供給力が急激に増大したことや、金銀複本位の交換レートが変動し、金が退蔵される傾向（グレシャムの法則）にあったことなどが要因であるが、革命や戦争、経済恐慌（英1836、英1847、英1857、英1866、欧州1873-1896）と物価の乱高下に悩まされ続けた。

### 20世紀
第一次大戦に起因する管理通貨制度の一時的な採用や、金本位制に復帰後の不胎化政策の採用などにより、ベースマネーと銀行券の発行量、物価に対する行政府や金融当局の関わり方、金融政策の指針は、より具体的で重要な課題として浮上した。
この頃アーヴィング・フィッシャーの交換方程式や、アルフレッド・マーシャルあるいはその批判的継承者であるジョン・メイナード・ケインズのケンブリッジ方程式が提案される（後述を参照）。フィッシャーは著書『貨幣の購買力（1911）』で交換方程式を提唱するが、その書評でケインズやＷ・Ｃ・ミッチェルが批判したのをはじめ、後にドン・パティンキンらの批判を受ける。
鬼頭仁三郎は、古典的な貨幣数量説を批判し、実際の経済では貨幣が重要な働きをしており、この貨幣的要因が経済を規制していると考えた。

### 現在
現在では、貨幣の流通量やベースマネーの監視・監理は中央銀行の中心的な業務目的とされ、物価安定のための必要条件とみなされている。為替や実体経済の側面、すなわち労働分配率（賃金）、税、利子率、人口動態や設備投資、あるいは技術発展などといった可視・不可視な要素までを考量することが物価安定の目標を達成するために必要であるとされている。

## 貨幣の中立説
貨幣量の増減は物価にだけ影響を与え、生産活動や雇用の増減などには影響を与えないとする説。古典派経済学の中心的な命題のひとつであり、中立説によれば、貨幣は社会的な分業や効率性をもたらす以上の役割はない。経済活動の本質は物々交換であり貨幣はその仲介を行っているにすぎず、貨幣量の増減は貨幣錯覚による混乱をもたらすが国富・国民経済の観点では中立的であり、国富の増大には貨幣量の拡大ではなく生産・供給能力の増強によるべきとした。
数量説は貨幣の中立性を前提にしており、物価の乱高下は流通貨幣量の管理によって押さえ込むことができるとする。管理通貨制度が定着する以前は、社会に存在する貨幣の総量は誰にも計測できず、金塊が採掘されるなり、難破などの事故により貴金属が喪失するといった確率現象や、貯蓄のために金塊を退蔵するといった個々人の経済行動は、物価に対して深刻な影響を与える要素であった。
貨幣中立説は、歴史的には大航海時代以後にスペインなどが重金主義を採用したことによる反動ともいえる。後の絶対王政以後のフランスでは重商主義が唱えられ、貿易黒字による差額があれば、金銀は自然と自国に蓄積されるという考え方であった。
フリードリヒ・ハイエクは、貨幣は相対価格を動かすことによって生産量に影響を及ぼすと考え、貨幣中立説を否定している。
長期的には貨幣の中立性は成立し、金融政策は実体経済に影響を与えず、ただ名目変数を動かすだけであるという点では、新古典派経済学、マネタリスト、ニュー・ケインジアンの見解は一致している。ただし、短期的には実体経済に影響を及ぼすかどうか、急激な経済の変動に対して金融政策は有効かどうかという点では、新古典派とケインジアンは対立している。

## フィッシャーの交換方程式
現実の統計値から貨幣量と物価の相関関係を分析するためのツールとして、アーヴィング・フィッシャーの交換方程式がある。これは貨幣量と物価の関係を、貨幣の流通速度あるいは取引水準といった概念を導入することで記述するもので、貨幣数量説の代表的なアイデアである。
{\displaystyle M\cdot V=P\cdot Q}
ここで
- M はある期間中の任意の時点tにおける流通貨幣（通貨）の総量
- V は貨幣の"流通速度"（特定期間内に人々のあいだで受け渡しされる回数：貨幣の回転率のようなもの）売買契約の約定回数
- P はある期間中の任意の時点tにおける物価水準（通常は基準年度を1としたデフレータ）
- Q は"取引量" （特定期間内に人々のあいだで行われる取引量(quantity)の合計）

である。
交換方程式は逐一個別の取引（単価p の商品をq 個だけ取引するため、貨幣m を1回支払う）をマクロ経済全体で合計(∑v = 1 → V ）したものとされる。これは数学上非常に明晰な記述であるが、現実にはマクロ経済全体における流通速度V （= P Q /M ）や取引量Q といった経済統計としては非常に観測・推計しにくい概念を導入しなければならない困難がある。

## 現金残高方程式（ケンブリッジ方程式）とマーシャルのk
アーヴィング・フィッシャーとほぼ同時代のイギリスの経済学者アルフレッド・マーシャルも、独自に貨幣量と経済水準の相関関係に着目していた。1871年頃には着想を得ていたとされ、1923年に文章化、完全な定式化は弟子のアーサー・セシル・ピグーによって公刊された。貨幣数量説を批判的にとらえる論拠とされるアイデアである。
{\displaystyle M=k\cdot P\cdot Y}
ここで
- M はある期間中の任意の時点t における現金残高（=ストック）
- k は比例定数で、マーシャルのkと呼ばれる
- P はある期間中の任意の時点t における物価水準（通常は基準年度を1としたデフレータ）
- Y は実質GDP

である。
P Y は名目GDPであり、ケンブリッジ方程式の要諦は「現金として保有される残高は名目GDPに比例している」というものである。人はある年間所得（P Y）の水準に比例する程度に、つねに手元に投資や貸付、消費に回してしまわない資金量を一定（M ）確保していることが予測できる。その割合比率（k ）は貨幣選好であるが、マクロ経済全体で合計した場合にも同様の傾向があるはずである。そこで経済全体をおしなべた結果としての貨幣選好をk とすれば前述の方程式で記述される。なお、このマーシャルのkの逆数（P Y /M ）は、貨幣の所得 流通速度と呼ばれる。フィッシャーの交換方程式とは異なり、特定時点での現金残高Mや、期中での名目GDP（名目総生産＝名目総所得）は直接の統計や推計により比較的容易に計測することができる。また、k やP が変化しないという仮定の下では、M を増加させることでY を増加させることができるという関係を表している。

## 解釈に関する議論

フリードマンの指摘は80年代後半から乖離を始めマネタリベースと物価の長期安定性は撹乱状態にある。これはインフレターゲットの議論を呼んだ。

フィッシャーの交換方程式は明瞭で、一見するとMとPに極めて強い相関関係が予想される。しかしその根拠としてVとQが硬直的であることが前提となる。VやQが柔軟に動くものであれば、実際Mが増減してそれがPの変動をもたらしたとしても、なぜそうなるのかはフィッシャーの交換方程式では説明されていない。MV=PQは恒等式であり常に成立するが、あるMの水準に対してVやQがなぜか相応な値をとって、結果Pが相応な水準になっている、としか言えない。
新古典派経済学の考え方によると、労働供給が飽和する水準で実質GDPは均衡するので（セイの法則）、実質GDPは貨幣量や物価とは関係なく決定される。そこで貨幣量Mが一意的に物価水準Pを決めることになり、物価を安定させるには貨幣量Mの水準にのみ関心を払えばよい。フィッシャーのMが増加すればPも増加するという説明は、昔からある貨幣の中立性を数学的に洗練して叙述したものである。
ミルトン・フリードマンに代表されるマネタリストは、Q/Vの構造に長期的な安定傾向を見いだし、短期的には貨幣の中立性が満たされないことはあるが、長期的には満たされるとする。このため貨幣量が増加すると一時的に実質GDPまで拡大することはありうるが、長期的には実質GDPは完全雇用できまる水準に低下し、物価Pの上昇をもたらすだけだと考える。Q/Vは一回あたりの発注ロット数の平均値をあらわすが、フリードマンは経済の期待成長力や期待収益率の多寡によって、1回あたりの受発注量が増減することは短期的に観察できる事実であるが、長期の統計においては安定した関係にあると実証した（この功績でノーベル賞を受賞）。
交換方程式は取引経済の実態そのものの数式化であり、かならず両辺が一致する。限定された期中における交換のみに着目した恒等式には、来期以降の不確実性に対する予測やそれに対する準備という概念を一見必要としない明瞭さがある。一方でケンブリッジ方程式は貨幣選好kにもとづいて現金残高は特定の水準PYに対しても変動する。マーシャルのkは経済全体がどの程度の含み資産をもっているか、経済成長力（自然利子率）がどの程度か、投資収益率（名目利子率）がどの程度か、などといった状況にも左右されるかもしれない。
フィッシャーの交換方程式と、マーシャルのケンブリッジ方程式は、本来まったく別のアプローチから通貨量と物価の関わりを記述したものである。流通速度（PQ/M）の逆数が貨幣選好であると読み換えることの根拠はない。しかしQとは相殺取引等を前提とせず、不動産や債券など金融資産の売買を考慮せず、中間生産物の売買を除去すれば国富・国民経済計算の観点からは実質的な価値（実質GDP=Y）そのものであり、また統計的にはMやPは共通した統計量であり、二つの方程式を統合した分析は信用サイクルの分析などに重要な示唆をあたえている。
現実にはマーシャルの現金残高方程式の過程、すなわち貨幣量（流動性）が増減することで実体経済Yが深く影響を受ける効果があることは無視できない。

### ロングヘアとヘアピン
ジョーン・ロビンソンは1933年の論文で貨幣数量説を次のようなジョークで説明している。昔ある国にロングヘアを愛する王がいた、どうすればロングヘアを増やせるか方策を尋ねたところ、経済学者が次の策を具申した。「我が国の女性の数をＴ、ロングヘアの女性の割合をＰ、1人が日々無くすヘアピンの平均本数を1/ｖ、ヘアピンの日々の生産量をＭと定義するとＴ×Ｐ×1/ｖ＝Ｍと置け、変形するとＭＶ＝ＰＴとなります。さてロングヘアの女性が1日に失うヘアピンの数や女性の総数はすぐには変わりませんのでＶとＴは一定と考えましょう、するとＭＶ＝ＰＴという式から、ヘアピンの生産量Ｍを２倍に増やせばロングヘアの女性の割合も２倍になります。」ヘアピンの生産量を増やせばロングヘアの女性が増えると言われれば因果関係がおかしいとすぐに気が付くが、「貨幣量を増やすと物価が上がる」と言われると因果関係が見えず、我々は「なるほど」と思い勝ちである。

### 有効需要
貨幣量の増加は、実質金利の低下へつながる。この結果、設備投資の増加へつながり乗数効果で有効需要が増加する。有効需要の増大は生産の増大、あるいは物価の上昇へ結びつく。

### 貨幣錯覚
流通貨幣量の増減は、事前に約束され容易に変更されることのない数値である金利や賃金、社会保障、税、および資産価格などに対する評価の修正を通じて経済活動全般に影響を与える。

### ケインズによる解釈

#### 一般化された記述
{\displaystyle e=e_{d}(1-e_{e}\cdot e_{0}(1-e_{w}))}
ここで
- e は貨幣量の変化に対する物価の弾力性
- ed は貨幣量の変化に対する（貨幣で測られた）有効需要の弾力性
- ee は（賃金単位で測られた）有効需要の変化に対する雇用の弾力性
- e0 は雇用の変化に対する産出量の弾力性
- ew は（貨幣で測られた）有効需要の変化に対する賃金単位の弾力性

である。
ケインズによれば、貨幣数量説では、ed = 1であるとともに、失業の存在するときはew = 0、ee e0 = 1よりe = 0となって物価が不変となり、完全雇用に到達するなり、ew = 1、ee e0 = 0よりe = 1となって物価は貨幣量に正比例して変化すると主張されているとする。
これに対してケインズは、流動性選好・資本の限界効率・消費性向の諸制約によってed = 1とは限らず、ew は完全雇用の到達以前に貨幣賃金率などの上昇が見られるため0と1の間の値を示し、ee e0 は収穫法則の制約によって1と0との間の値を示すことから、e は通例1より小であると一般化することができると考え、これを貨幣数量説の一般化された記述と呼んだ。

#### 所得速度
{\displaystyle M=M_{1}+M_{2}}
ここで
- M は全体としての貨幣供給量
- M1 は取引動機及び予備的動機を満たすために保有される貨幣量（活動貨幣）
- M2 は投機的動機を満たすために保有される貨幣量（不活動貨幣）

である。
ケインズによれば、貨幣数量説において一定と仮定される流通速度と呼ばれているのはY /M であるが、商取引の慣習が与えられている場合にほぼ一定と見なせるのはY /M1 であると主張し、ケインズはこれを貨幣の所得速度と呼んでいた。